# Бектаева, Роза Рахимовна
Роза Рахимовна Бектаева (1945) — учёный-гастроэнтеролог, доктор медицинских наук, профессор, общественный деятель, член Всемирной Гастроэнтерологической Организации (WGO), «Отличник здравоохранения Республики Казахстан», «Почетный работник образования Республики Казахстан».

## Биография
Родилась в 1945 году в г. Целинограде (Астана) РК. В 1970 году окончила Целиноградский медицинский институт. В 1970 – 1975 годы работала терапевтом, заведующей терапевтическим отделением Целиноградской районной больницы. В 1977 году закончила клиническую ординатуру, с 1977 по 1980 годы проходила обучение в аспирантуре по гастроэнтерологии при клинической группе академика В. Василенко в 1-й Московской медицинской академии им. И. Сеченова. В 1980 – 1984 годы – ассистент кафедры госпитальной терапии Целиноградского медицинского института; в 1984 – 1988 – заведующая кафедрой пропедевтики внутренних болезней Целиноградского медицинского института; в 1991 – 2004 – заведующая кафедрой внутренних болезней Казахской медицинской академии (г. Астана). С 2004 года – заведующая курсом, с 2009 года по настоящее время – заведующая кафедрой гастроэнтерологии с курсом инфекционных болезней АО «Медицинский университет Астана».  Имя Розы Бектаевой внесено в почетный список IBC, ежегодно публикуемый Международным Биографическим центром Кембриджа, «100 профессионалов мира 2011» с вручением серебряной медали.

## Научная деятельность
Автор более 250 научных работ. Под руководством Р.Р.Бектаевой защищено 9 диссертации на соискание ученой степени кандидата медицинских наук.  Выступала с докладами (в том числе, постерный) на Всемирных гастроэнтерологических конгрессах и Европейских гастроэнтерологических конференциях (Финляндия, США, Турция и др.), гастроэнтерологических форумах России и др. Является организатором практически ежегодных международных конференций по актуальным вопросам гастроэнтерологии в Казахстане. Член редколлегии журналов: Российские медицинские вести (Москва), Вестник клинической медицины (Москва), Гастроэнтерология Санкт-Петербурга, Астраханский медицинский журнал, Consilium Medicum (Казахстан), Человек и лекарство (Казахстан), Вестник МЦ УДП РК (Казахстан).
• «Диагностика и лечение кислотозависимых и хеликобактерассоциированных заболеваний» (2005,2008)
• «Варикозно расширенные вены пищевода» (соавтор 2008)
• Способ диагностики гастроэзофагеальной рефлюксной болезни (соавтор 2009)
• Способ лечения гастроэзофагеальной рефлюксной болезни, сочетающейся с дуоденогастральным рефлюксом (соавтор 2010) и др.

## Награды и звания
1. Доктор медицинских наук(1992)
2. Профессор (1994)
3. Член Всемирной Гастроэнтерологической Организации (WGO) (2012)
4. Нагрудный знак «Отличник здравоохранения Республики Казахстан» (1998)
5. Нагрудный знак «Почетный работник образования Республики Казахстан» (2002)
6. Нагрудный знак «За заслуги в развитии науки Республики Казахстан» (2009)
7. Серебряная медаль «100 профессионалов мира 2011» (Англия, Кембридж) (2011)
8. Нагрудный знак «Алтын Дәрігер»
9. Орден «Ave Vitae»